# Heads of State
Heads of State ist eine US-amerikanische Action-Filmkomödie von Ilja Naischuller, die am 2. Juli 2025 auf Prime Video veröffentlicht wurde. Die Hauptrollen spielen Idris Elba als britischer Premierminister und John Cena  als US-Präsident, die widerwillig gemeinsam eine globale Verschwörung vereiteln müssen.

## Handlung
Als ein tödlicher Angriff auf die Air Force One beide Staatsoberhäupter bedroht, müssen Sam Clarke, Premierminister des Vereinigten Königreichs, und Will Derringer, ehemaliger Actionfilmstar und amtierender US-Präsident, trotz gegenseitiger Abneigung zusammenarbeiten. Unterstützt von MI6-Agentin Noel Bisset decken sie eine internationale Verschwörung auf, die die Sicherheit der NATO und westlicher Demokratien bedroht.

## Besetzung und Synchronisation
Die deutschsprachige Synchronisation übernahm die VSI Synchron. Dialogregie führte Martin Halm, der auch das Dialogbuch schrieb.
| Rolle                          | Darsteller            | Synchronsprecher   |
| ------------------------------ | --------------------- | ------------------ |
| Präsident Will Derringer       | John Cena             | Dennis Schmidt-Foß |
| Premierminister Sam Clarke     | Idris Elba            | Oliver Stritzel    |
| MI6 Noel Bisset                | Priyanka Chopra Jonas | Rubina Nath        |
| Agent Coop                     | Sharlto Copley        | Axel Strothmann    |
| Agent Crasson                  | Steven Cree           | Patrick Winczewski |
| Arthur Hammond                 | Stephen Root          | Sven Brieger       |
| Jack Gordon                    | Adrian Lukis          | Bernd Vollbrecht   |
| Marty Comer                    | Jack Quaid            | Patrick Baehr      |
| Quincy Harrington              | Richard Coyle         | Oliver Siebeck     |
| Simone Bradshaw                | Sarah Niles           | Anke Reitzenstein  |
| Viktor Gradov                  | Paddy Considine       | Florian Halm       |
| Vizepräsidentin Elizabeth Kirk | Carla Gugino          | Victoria Sturm     |

## Produktion und Veröffentlichung
Das Drehbuch stammt von Josh Appelbaum, André Nemec und Harrison Query, basierend auf einer Geschichte von Query. Produziert wurde der Film von Peter Safran und John Rickard für Amazon MGM Studios. Die Dreharbeiten fanden zwischen Mai 2023 und Mai 2024 unter anderem in London, Liverpool, Triest und Belgrad statt.
Heads of State erschien weltweit am 2. Juli 2025 auf Prime Video. Der Film ist in den USA mit PG-13 eingestuft.

## Rezeption
Die Kritiken fielen gemischt bis positiv aus:
- The Guardian lobte die nostalgische Buddy-Dynamik im Stil der 1990er-Jahre und nannte den Film eine „throwback comedy voller Action und Selbstironie“.[6]
- Empire Online beschrieb ihn als „eine wirklich gute, dumme Komödie“, die bewusst auf Popcorn-Unterhaltung setze.[7]
- AP News zeigte sich zurückhaltender: Elba und Cena überzeugten als Duo, doch Handlung und Action blieben weitgehend konventionell.[8]